# Chelonaplysilla aurea
Chelonaplysilla aurea är en svampdjursart som beskrevs av Patricia R. Bergquist 1995. Chelonaplysilla aurea ingår i släktet Chelonaplysilla och familjen Darwinellidae.
Artens utbredningsområde är havet kring Nya Kaledonien. Inga underarter finns listade i Catalogue of Life.